# Literatuurprijs van Suriname
De Literatuurprijs van Suriname of Surinaamse Staatsprijs voor Literatuur werd in 1983 ingesteld door het Surinaamse ministerie van Onderwijs en Cultuur. De prijs werd driejaarlijks uitgereikt en bestond uit een oorkonde en een bedrag van sf 2500,-. Ze werd toegekend aan auteurs met de Surinaamse nationaliteit of die ten minste de drie voorafgaande jaren in Suriname woonachtig waren geweest, en die hun werk in Suriname hadden gepubliceerd. Er was een prijs voor volwassenenliteratuur en een prijs voor jeugdliteratuur.

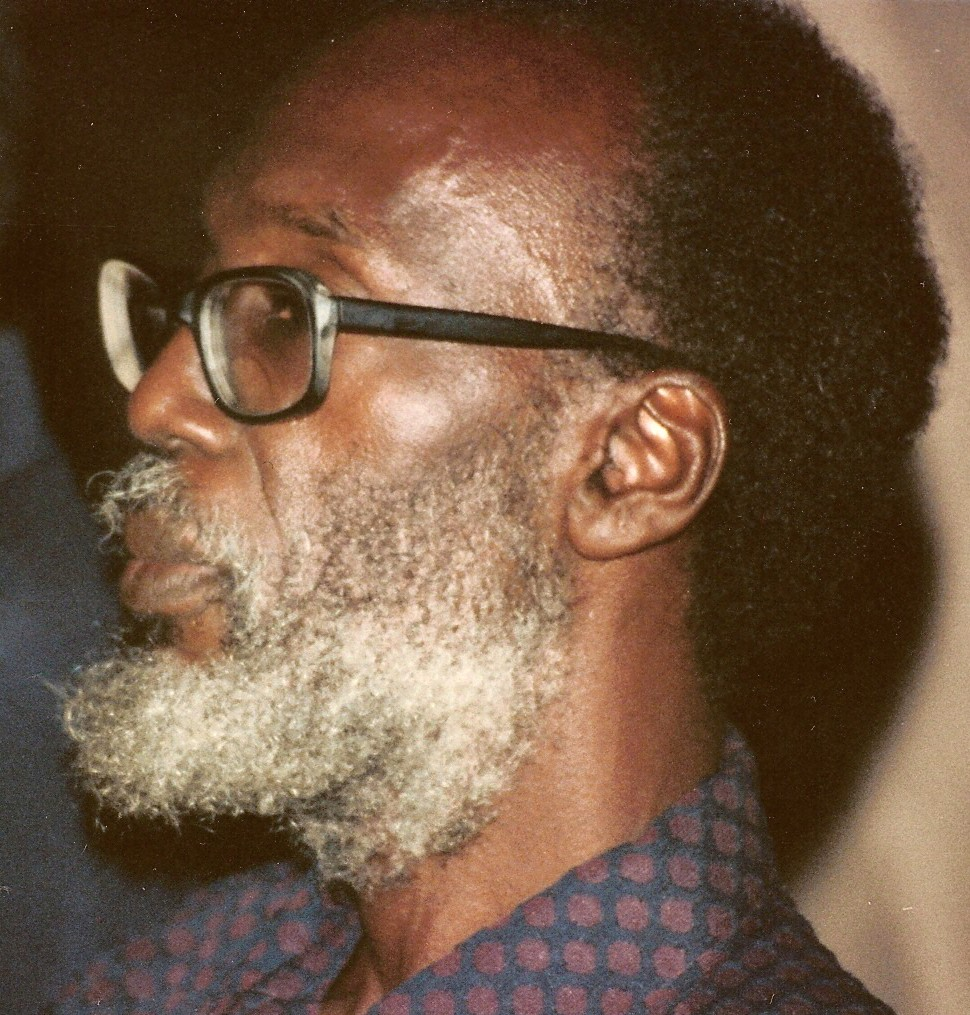
Michaël Slory bij de uitreiking van de Surinaamse Staatsprijs voor Literatuur

De prijs voor volwassenenliteratuur ging altijd naar een dichter, nooit naar een prozaschrijver. Over de jaren 1980-1982 ontving de dichter Bhai de prijs voor zijn bundel Vindu, over 1983-1985 Michaël Slory voor zijn bundels Fresko en Efu na Kodyo..., voor de jaren 1986-1988 ging de prijs naar Orlando Emanuels voor Getuige à decharge en voor de jaren 1989-1991 naar Shrinivási voor Sangam. Over de laatste periode werd ook voor het eerst de prijs voor jeugdliteratuur uitgereikt; die ging naar Ismene Krishnadath voor haar boeken De flaporen van Amar en Nieuwe streken van Koniman Anansi. Sindsdien zijn deze staatsprijzen nooit meer toegekend. Hoewel in de pers met regelmaat werd aangedrongen op het hernemen van de prijsuitreikingen, gebeurde dat niet en de successievelijke ministers van Onderwijs en Cultuur gaven nooit enige verklaring voor het waarom daarvan.